# Вайниккала

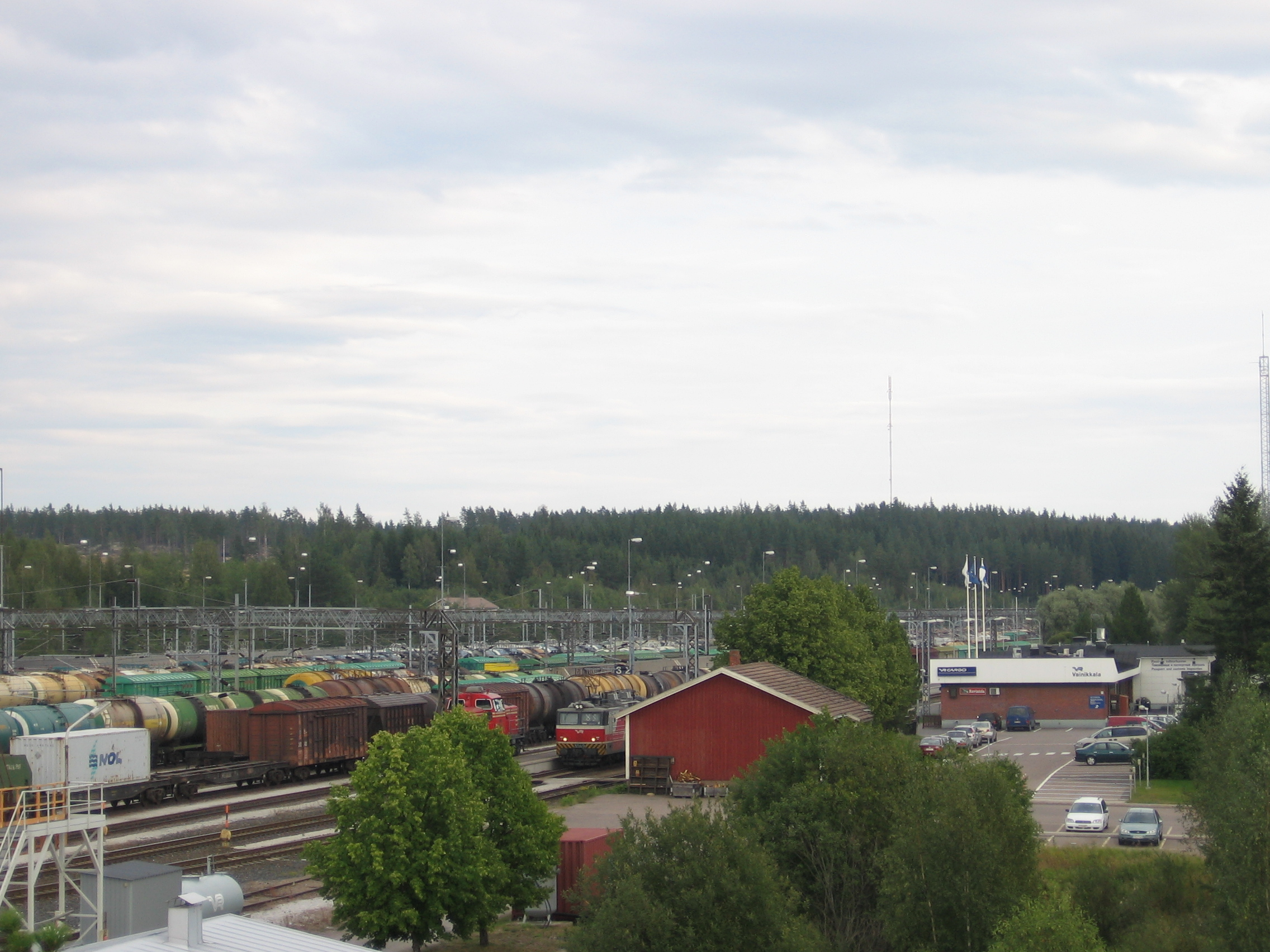

Ва́йниккала (фин. Vainikkala) — населённый пункт в Финляндии, в регионе Южная Карелия. Принадлежит муниципалитету Лаппеэнранта. Население составляет приблизительно 400 человек.
Данный населённый пункт расположен практически на российско-финской границе. Вайниккала имеет большое значение для железнодорожного сообщения между Финляндией и Россией. На станции Вайниккала останавливаются пассажирские поезда Allegro, Лев Толстой которые курсируют между Россией и Финляндией.
Большое значение имеют грузовых перевозоки. На станции осуществляется пограничный и таможенный контроль.
С января по август 2013 года число пересечений границы составило 400 000, что на 21 % больше, чем за такой же промежуток 2012 года.

## Инфраструктура
Несмотря на довольно провинциальный статус, поселение Вайниккала располагает несколькими торговыми точками, школой, почтой, библиотекой, медицинским центром и рестораном.

## Фауна
В районе Вайниккала и окрестного озера Телькъярви обитает 239 видов птиц.